# Charly-sur-Marne
Charly-sur-Marne je francouzská obec v departementu Aisne v regionu Hauts-de-France. V roce 2011 zde žilo 2 711 obyvatel.

## Sousední obce
Bassevelle (Seine-et-Marne), Bonneil, Bussières (Seine-et-Marne), Citry (Seine-et-Marne), Coupru, Crouttes-sur-Marne, Domptin, Essômes-sur-Marne, Nogent-l'Artaud, Pavant, Romeny-sur-Marne, Saulchery, Villiers-Saint-Denis

## Vývoj počtu obyvatel
Počet obyvatel 